# 內村史子
內村史子（12月16日—）是日本的女性聲優，隸屬於VIMS。鹿兒島縣出身。

## 人物
日本播音演技研究所出身，之後加入目前的事務所。2010年於廣播連續劇中初次出道。

## 演出作品
※粗體字為主要角色。

### 電視動畫
2014年
- 最近，妹妹的樣子有點怪？（足球社隊長、小孩B）
- 劍靈（麗華）
- 惡魔的謎語（寒河江春紀[3]、寒河江春紀的人偶）
- 極黑的布倫希爾德（學生、女高中生）
- 狼少女和黑王子（女學生、女子學生、百合）

2015年
- 銃皇無盡的法夫納（蓮·宮澤）
- 在地下城尋求邂逅是否搞錯了什麼（女神C）
- 下流梗不存在的灰暗世界（女子C、女學生）
- 魔物娘的同居日常（店員）
- 重裝武器（研究員）
- 女武神驅動 -美人魚-（首領A、魔女、隊員、市宮、不良、女子）

2016年
- 疾走王子Alternative（女孩子）
- NORN9 命運九重奏（引率）
- 最弱無敗神裝機龍（女學生A）
- 重裝武器（美人搜查官、看護師）
- 路人超能100（不良少女A）
- 競女!!!!!!!!（三木夢、學生）

2017年
- 時鐘機關之星（主播）
- 跳水男孩（小學生時代的禮次）
- 狂賭之淵（美化委員）
- 犬屋敷（學生）

2018年
- 漫畫女孩（女高中生）
- 異世界魔王與召喚少女的奴隸魔術（櫃台人員藍、奴隷、坂本拓真〈幼少期〉、召喚師、艾莉西亞的母親）
- 魔法律事務所（菜菜的母親）
- 青春豬頭少年不會夢到兔女郎學姊（香芝玲奈、副導演）

2019年
- 我不是說了能力要平均值嗎？（梅維斯[4]）
- 刀劍神域 Alicization War of Underworld（傳令術師）

2020年
- 魔法紀錄 魔法少女小圓外傳（黑羽根）
- 異種族風俗娘評鑑指南（鬼女）
- 輝夜姬想讓人告白？～天才們的戀愛頭腦戰～（團員、女學生）

2021年
- 只有我能進入的隱藏迷宮（天音）
- Tropical-Rouge！光之美少女（桑野由美、友野夏緒、美術社員、女學生、園兒、啦啦隊員、三田、會計、學生、海豚、模特兒志願者、啦啦隊長）
- 異世界魔王與召喚少女的奴隸魔術Ω（荷魯恩）
- 開掛藥師的異世界悠閒生活～到異世界開藥房去～（艾吉兒）

2022年
- 古見同學有交流障礙症。（加藤三九二[5]）
- 被勇者隊伍開除的馭獸使，邂逅了最強種的貓耳少女（孩子A）

### OVA
2016年
- 無邪氣樂園（女子B）※單行本第10卷特典DVD
- 亞爾斯蘭戰記「友情之宴」（侍女）

### 遊戲
2010年
- 犯罪少女誘惑（姬神）
- 秋之回憶：打勾勾的記憶

2011年
- 少女☆射擊（火吹晶[6]）

2012年
- 少女☆射擊 PS3版（火吹晶[7]）
- 桃色大戰（布留部由良）
- 戀戰！！時空戰姬（聖女瑪莉亞）
- 戀戰！！童話公主（雪姑娘）

2013年
- 天使大師（賽拉[8]）
- 犯罪少女誘惑 INVITATION（姬神[9]）
- 輪轉惡魔（Virtue）

2014年
- 我家公主最可愛（艾瑪·美麗）

### 廣播連續劇
- （行人）
- VOMIC 暗殺教室（岡野日向）[10]

### CD

#### 廣播劇CD
- 伯恩斯坦的王冠 〜Die Krone von Bernstein〜（希迪恩）
- 病嬌女友（女學生B）

#### 音樂CD
| 發售日  | 名稱                                      | 演唱名義 | 歌曲名稱           | 備註                            |
| 2011年  | 2011年                                    | 2011年 | 2011年             | 2011年                          |
| ------- | ----------------------------------------- | --- | ------------------ | ------------------------------- |
| 1月27日 | 心跳☆射擊 心跳加速的聲音 全部收錄!        | ZQN☆（寺本來可、內村史子、內田真禮、山本希望）                                                                                                | 「」               | Xbox 360遊戲《心跳☆射擊》主題曲 |
| 1月27日 | 心跳☆射擊 心跳加速的聲音 全部收錄!        | 火吹晶 | 「」               | Xbox 360遊戲《心跳☆射擊》主題曲 |
| 2012年  |                                           | |                    |                                 |
| 3月8日  | 心跳☆射擊 心跳加速的聲音 全部收錄! 補完盤 | ZQN☆（寺本來可、內村史子、內田真禮、山本希望）                                                                                                | 「」               | PS3遊戲《心跳☆射擊》主題歌      |
| 2013年  |                                           | |                    |                                 |
| 2月27日 |                                           | ［Throne（原由實） & Virtue（內村史子）］ | 「Angelic Sky」    | 社群遊戲《輪轉惡魔》主題曲      |
| 2014年  |                                           | |                    |                                 |
| 5月14日 | 黑組曲・序                                | 10年黑組（諏訪彩花、金元壽子、南條愛乃、淺倉杏美、內村史子、內田愛美、三澤紗千香、大坪由佳、荒川美穗、佳村遙、安濟知佳、沼倉愛美、山田悠希）  | 「QUEEN」          | 電視動畫《惡魔的謎語》片尾曲    |
| 6月11日 | 黑組曲・破                                | 內村史子as寒河江春紀 | 「」               | 電視動畫《惡魔的謎語》片尾曲    |
| 6月11日 | 黑組曲・破                                | 10年黑組（諏訪彩花、金元壽子、南條愛乃、淺倉杏美、內村史子、內田愛美、三澤紗千香、大坪由佳、荒川美穗、佳村遙、 安濟知佳、沼倉愛美、山田悠希） | 「THE LAST PARTY」 | 電視動畫《惡魔的謎語》角色歌    |
| 7月9日  | 黑組曲・急                                | 10年黑組（諏訪彩花、金元壽子、南條愛乃、淺倉杏美、內村史子、內田愛美、三澤紗千香、大坪由佳、荒川美穗、佳村遙、 安濟知佳、沼倉愛美、山田悠希） | 「」               | 電視動畫《惡魔的謎語》插曲      |

## 外部連結
- （日語）事務所公開簡歷 （页面存档备份，存于）